# 2502 Nummela
2502 Nummela eller 1943 EO är en asteroid i huvudbältet som upptäcktes den 3 mars 1943 av den finske astronomen Yrjö Väisälä vid Storheikkilä observatorium. Den är uppkallad efter den finska staden Nummela.
Asteroiden har en diameter på ungefär 18 kilometer.